# شریف الفار
شریف الفار (انگلیسی: Sharif El-Far; ۵ ژانویهٔ ۱۹۲۹ – ۸ ژانویهٔ ۱۹۸۱) بازیکن فوتبال اهل مصر بود.
وی همچنین در تیم ملی فوتبال مصر بازی کرده‌است.